# Смирнов, Владимир Михайлович (нарком)
Влади́мир Миха́йлович Смирно́в (1887, Москва — 26 мая 1937, Москва) — революционер, один из руководителей большевистского вооружённого восстания в Москве в 1917 году, народный комиссар торговли и промышленности РСФСР (1918). Участник Левой оппозиции, лидер партийной группы Т. В. Сапронова — В. М. Смирнова. Расстрелян в 1937 году. Реабилитирован посмертно.

## Биография
Владимир Смирнов родился в Москве в семье чиновника. По окончании юридического факультета Московского университета работал в земских учреждениях и в архивах. Участвовал в революции 1905—1907 годов; с 1907 года — член РСДРП, большевик, в партию вступил вместе с другими участниками марксистского кружка, среди которых были В. В. Оболенский, Д. П. Боголепов, В. М. Фирсов и другие. Был агитатором Московского комитета РСДРП, работал в газете «Наш путь» и журнале «Спартак».
В 1914 году он был мобилизован в армию, служил в чине прапорщика в 61-й артиллерийской бригаде на Западном фронте.

### В1917 году

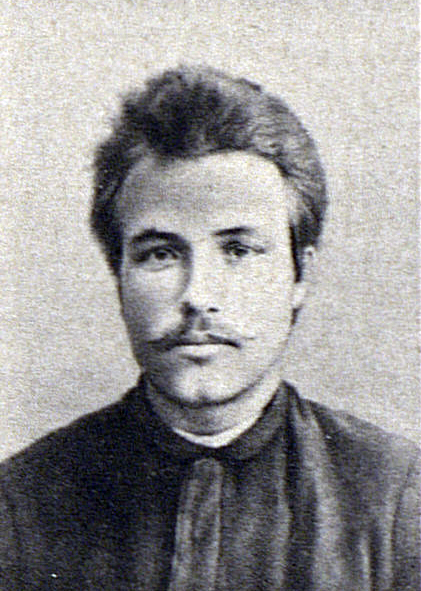
В. М. Смирнов, член редакции газеты «Социал-демократ».

После Февральской революции Смирнов был переведён в Москву, где стал сотрудником, а затем членом редколлегии газеты «Социал-демократ», членом Московского комитета РСДРП(б). Делегат VI съезда РСДРП(б) от московской организации.
В октябре 1917 года Смирнов в качестве члена Военно-революционного комитета был одним из руководителей Октябрьского вооружённого восстания в Москве. 28 октября был избран членом Боевого штаба при МВРК, где отвечал за артиллерию и поступление резервов. Вечером того же дня подписал договор МВРК с Комитетом общественной безопасности о капитуляции юнкерских сил. В ноябре 1917 года был отозван в Петроград.

### После Октябрьской революции
После Октября Смирнов работал в Моссовете и ВСНХ РСФСР, затем в 1918 году стал наркомом промышленности и торговли РСФСР, занимал также ряд других постов. В феврале — марте 1918 года был членом Комитета революционной обороны Петрограда.
В 1921—1927 годах Смирнов был членом коллегии Совета Труда и Обороны, председателем финансовой комиссии ВСНХ, членом президиума Госплана и Коллегии ЦСУ СССР. В этот же период, в 1924—1926 годах, он одновременно входил в состав редколлегий газет «Правда» и «Экономическая жизнь».

### В оппозиции
В 1920—1921 годах Смирнов был одним из лидеров группы «демократического централизма», а в 1923 году — одним из лидеров Левой оппозиции, подписал «Заявление 46-ти». В 1926 году вместе с Т. В. Сапроновым образовал собственную группу, исключённую из партии в декабре 1927 года, на XV съезде. 31 декабря 1927 года был арестован и приговорён к высылке из Москвы в Уральскую область сроком на 3 года. Ссылку отбывал в Берёзове, где был поселён на квартиру к информатору ОГПУ по кличке «Колчак». В начале 1930 года В. М. Смирнов около месяца находился в Верхне-Уральском политизоляторе; 29 января ОСО при НКВД СССР был приговорён к 3 годам тюремного заключения; содержался в Суздальском политизоляторе особого назначения. 10 ноября 1932 года срок заключения был продлён на 2 года. 4 ноября 1934 года был выслан на 3 года в Западно-Сибирский край, в город Ойрот-Тура.
После убийства Кирова было сфабриковано уголовное дело против лидеров так называемой «контрреволюционной децистской организации Сапронова Т. В. и Смирнова В. М.» По этому делу в марте 1935 года Смирнов был вновь арестован и по постановлению Особого совещания при НКВД СССР от 22 мая 1935 года вновь заключён в тюрьму сроком на 3 года.
В начале 1937 года, находясь в Суздальской тюрьме особого назначения, В. М. Смирнов направил письма наркому внутренних дел Н. И. Ежову и прокурору СССР А. Я. Вышинскому, протестуя против своего заключения. 20 апреля 1937 года был этапирован в Москву. Внесён в сталинский расстрельный список от 15 мая 1937 года по 1-й категории («за» Сталин, Молотов, Каганович, Ворошилов, Ежов). 26 мая 1937 года на заседании Военной коллегии Верховного суда СССР под председательством В. Ульриха по обвинению в «участии в контрреволюционной террористической организации» был приговорён к высшей мере наказания. На «суде» Смирнов не признал себя виновным и отверг обвинения в контрреволюционной деятельности. Расстрелян в тот же день вместе с рядом известных партийных деятелей и активистов оппозиции в ВКП(б) (А. Н. Слепков, Д. П. Марецкий, Н. С. Пятков, Б. П. Нестеров, С. Н. Радин и другие) в количестве 18 человек. Место захоронения — «могила невостребованных прахов» № 1 крематория Донского кладбища.
16 ноября 1960 года Пленумом Верховного Суда СССР В. М. Смирнов был частично реабилитирован — по последнему своему приговору. Полностью посмертно реабилитирован в 1990 году.